# Conrad d'Offida
Pour les articles homonymes, voir Conrad.
Conrad d'Offida (Offida, vers 1241 - Bastia Umbra, 12 décembre 1306) est un franciscain italien reconnu bienheureux par l'Église catholique.
Conrad était très estimé de ses frères franciscain, l'hagiographie lui attribue plusieurs miracles. Très doué pour la prédication, il est chargé par ses supérieurs de prêcher aux populations. Une fois mort, ses reliques sont l'enjeu de translations (voire de rivalités) entre sa ville d'origine et la capitale régionale. Un culte populaire se développe très vite sur sa tombe et son culte est officiellement autorisé en 1817. Sa mémoire est célébrée le 12 décembre.

## Biographie
Conrad est naît à Offida vers 1241. Il entre chez les frères mineurs à 15 ans dans le couvent d'Ascoli Piceno. Il est envoyé au couvent de Forano où il rencontre le bienheureux Pierre de Treia (it) et se lie d'amitié avec lui. Après sa profession religieuse, il interrompt ses études, car il se considère appelé aux plus humbles services. Il devient donc ainsi frère cuisinier, frère mendiant, ou frère portier. Il fréquente des lieux propices à la contemplation, tels que le bois de Monte della Verna ou le calvaire de saint François. Pendant plus de quinze ans, il partage ainsi son temps entre la contemplation et le travail manuel.
Par obéissance à ses supérieurs, il doit reprendre ses études et il est ordonné prêtre. Il est ensuite appelé par ses supérieurs à entreprendre un travail de prédication pour laquelle il est particulièrement doué. Son hagiographe écrit que « ses sermons passionnés touchaient le cœur des plus endurcis ».
Ses supérieurs le nomment ensuite au sanctuaire de l'Alverne où il se consacre à la contemplation. Selon son hagiographie, il bénéficie d'apparitions de la Vierge Marie, d'anges et de saints,. Les pèlerins de l'Alverne demandent à recevoir la bénédiction du frère Conrad et se recommandent à ses prières. Conrad préfère quitter le sanctuaire et obtient la permission d'aller au couvent de Sirolo où il est chargé de la prédication. Conrad s'applique tellement à marcher sur les traces de saint François, que les compagnons survivants de ce saint disent qu'il est la copie vivante du Poverello. Ses contemporains rapportent qu'au cours de sa longue vie religieuse, il portait toujours le même habit et marchait toujours pieds nus, sans sandales,,.
La légende dorée du saint déclare que « l'ange gardien de Conrad était le même qui avait auparavant rempli cet office pour saint François », et que le « bienheureux Giles est revenu sur terre pour lui enseigner les mystères de la contemplation ». Conrad était très estimé de ses frères franciscains, ainsi, lorsque le frère Léon (compagnon et confesseur de saint François) sent sa mort prochaine, il fait appeler Conrad pour lui remettre l'ensemble de ses écrits.
Lorsque le pape Célestin V donne la permission à quelques frères franciscains de fonder la congrégation des Célestins en 1294, congrégation dans laquelle la règle de saint François était observée « dans toute sa pureté », le frère Conrad se joint à eux. Mais cette congrégation est supprimée par le pape Boniface VIII en 1303, et Conrad revient aussitôt sous l'autorité des supérieurs de l'ordre franciscain, par souci d'obéissance à la règle,.
Le frère Conrad décède le 12 décembre 1306 à Bastia Umbra (en Ombrie) alors qu'il prêche une mission,.

## Notoriété et culte
En 1320, son corps est transporté à Pérouse dans l'église San Francesco, où son culte s'épanouit,.
Par la suite, ses reliques vont être à nouveau translatées, mais les sources ne s'accordent pas. Selon la Catholic Encyclopedia, les reliques de Conrad sont placées dans le chœur de la cathédrale de Pérouse, avec celles du bienheureux Égide d'Assise, pour le journal d'Offida, les reliques présentes dans l'église San Francesco (de Pérouse) sont l'objet d'une translation solennelle vers Offida, où elles sont déposées dans la collégiale de la ville le 12 novembre 1994.
Par un bref du 21 avril 1817, le pape Pie VII approuve le culte rendu au bienheureux Conrad, et fixe sa fête au 12 décembre,. Aujourd'hui, sa fête est célébrée dans l'Ordre des Frères mineurs le 19 décembre, mais le 12 décembre dans le reste de l’Église catholique,.